# Haplochernes funafutensis
Haplochernes funafutensis är en spindeldjursart som först beskrevs av With 1907.  Haplochernes funafutensis ingår i släktet Haplochernes och familjen blindklokrypare. Inga underarter finns listade i Catalogue of Life.